# Up All Night
Up All Night är det svenskbrittiska bandet Razorlights debutalbum. Det kom ut under år 2004 och blev trea på UK Albums Chart.

## Låtlista
1. "Leave Me Alone" - 3:50
2. "Rock N Roll Lies" - 3:08
3. "Vice" - 3:14
4. "Up All Night" - 4:03
5. "Which Way Is Out" - 3:18
6. "Rip It Up" - 2:25
7. "Don't Go Back to Dalston" - 2:59
8. "Golden Touch" - 3:25
9. "Stumble and Fall" - 3:02
10. "In the City" - 4:50
11. "To the Sea" - 5:31
12. "Fall, Fall, Fall" - 2:42
13. "Somewhere Else" - 3:16 (bonusspår)